# Sabien què volien
 Sabien què volien (original: They Knew What They Wanted) és una pel·lícula estatunidenca dirigida per Garson Kanin, estrenada el 1940 i doblada al català.

## Argument
La pel·lícula comença en un ranxo de l'Amèrica del Nord rural, en el qual el seu amo Tony Capucci (Charles Laughton) -típic exponent de l'emigrat italià i extravertit-, viatja fins a San Francisco, on en un local nocturn descobreix la bonica Amy (Carole Lombard). Sense haver creuat ni una paraula amb ella queda enamorat dels seus encants i de retorn al ranxo decideix escriure-li per sol·licitar relació amb ella, per a la qual cosa haurà d'utilitzar els recursos del seu fidel amic Joe (William Gargan). També Amy haurà de recórrer a una companya experta en la redacció d'escrits d'empresa, perquè redacti les rèpliques a les cartes de Tony. Tot arribarà a bon port fins que aquest li plantegi a la noia casar-se amb ella, proposició que sorprenentment aquesta accepta. Ella li demanarà una foto per identificar-lo i Tony finalment, temorós de ser rebutjat, enviarà la de Joe -més atractiu que ell.

## Repartiment
- Carole Lombard: Amy Peters
- Charles Laughton: Tony Patucci
- William Gargan: Joe
- Harry Carey: El doctor
- Frank Fay: Pare McKee
- Janet Fox: Mildred
- Karl Malden: Red
- Victor Kilian: El fotògraf

## Nominacions
- 1941. Oscar al millor actor secundari per William Gargan